# Ionisatiesputterpomp
Een ionisatiesputterpomp of ionengetterpomp is een type vacuümpomp die gebruik maakt van het sputteren van een metalen gasbinder (Engels: getter). 
De pomp werkt door een lagere interne druk te hebben dan de omgeving die moet worden afgepompt. Daardoor ontstaat een afvoer van gasdeeltjes naar de pomp door moleculaire stroming. Een ionisatiesputterpomp 'vangt' gasdeeltjes en slaat deze op, in tegenstelling tot gasverplaatsingspompen, die gasdeeltjes elders weer uitscheiden. Omdat de pomp deeltjes opslaat, moet deze eens in de zoveel tijd worden leeggemaakt. 
De pomp werkt door middel van een ioniserend en gasbindend proces. Gasmoleculen in de pomp worden gebombardeerd met elektronen met een hoge energie. Daardoor verliezen de gasmoleculen een paar elektronen en worden ze een positief geladen ion. In de pomp bevindt zich een sterk magnetisch veld wat de positief geladen ionen naar een kathode trekt. Deze kathode is meestal gemaakt van titanium. De kracht van de botsing tussen de ionen en het titanium is groot genoeg om atomen te sputteren op de tegenoverliggende wand. Net losgeslagen titanium atomen zijn zeer reactief en binden met gasdeeltjes en vangen zo de gasdeeltjes af uit het vacuüm en slaan ze op in de wanden. 
Onder ideale omstandigheden kan de pomp een druk bereiken van 10−11 mbar.

## Geschiedenis
De eerste keer dat deze pompwerking werd beschreven was in 1858 in Duitsland door J. Plucker. In 1937 werd door F. Penning een drukmeetinstrument ontwikkeld gebaseerd op hetzelfde principe, de penningval. Eind jaren 1950 werden door Varian Associates de eerste pompen ontwikkeld.